# Sclerobelemnon schmeltzi
Sclerobelemnon schmeltzi är en korallart som beskrevs av Rudolf Albert von Kölliker 1872. Sclerobelemnon schmeltzi ingår i släktet Sclerobelemnon och familjen Kophobelemnidae. Inga underarter finns listade i Catalogue of Life.